# Soledad Bianchi
Soledad Bianchi Lasso (Antofagasta, 7 de febrero de 1948) es una profesora, doctora en literatura y crítica literaria chilena, especializada en poesía nacional y literatura hispanoamericana.

## Biografía
Es una de las principales promovedoras de la cultura y la literatura en su país y en aquellos que ha expuesto su conocimiento; ha escrito diversos artículos para revistas nacionales e internacionales, además de libros sobre poesía y crítica literaria. Además, desarrolló su faceta de docente en diferentes instituciones educacionales. 
Se tituló de profesora de castellano en la Universidad de Chile en 1970 y luego realizó estudios de posgrado, tanto nacional como internacionalmente (en Francia y Estados Unidos). 
Fue profesora de castellano en el colegio francés Jeanne D´Arc de Santiago de Chile (1968) y docente auxiliar  ayudante en la Universidad de Chile donde impartía clases de literatura hispanoamericana (desde 1968 hasta el golpe militar del 11 de septiembre de 1973 que, encabezado por el general Augusto Pinochet derrocó el gobierno del socialista Salvador Allende). Bianchi era militante comunista en ese entonces. 
En la capital francesa logró su doctorado en estudios ibéricos e iberoamericanos en la Universidad de París; posteriormente realizó estudios de  posdoctorado en  la de Maryland. También enseñó en establecimientos de educación superior de otros países, particularmente en Brasil, Estados Unidos, Francia y Puerto Rico.

### Soledad Bianchi y el exilio
Soledad comenzó a dar clases en la Universidad de Chile, luego de terminar el respectivo curso pedagógico, durante los años 60; después siguió sus estudios en el Departamento de Estudios Humanísticos de su alma máter. Ahí tuvo al poeta Enrique Lihn, al artista y también vate Ronald Kay y al ensayista Cristian Hunees como profesores. Durante esos años conoció a Guillermo Núñez, de quien se enamora. El golpe militar de septiembre de 1973, dirigido por el general Augusto Pinochet, provocó la caída del gobierno de Salvador Allende.

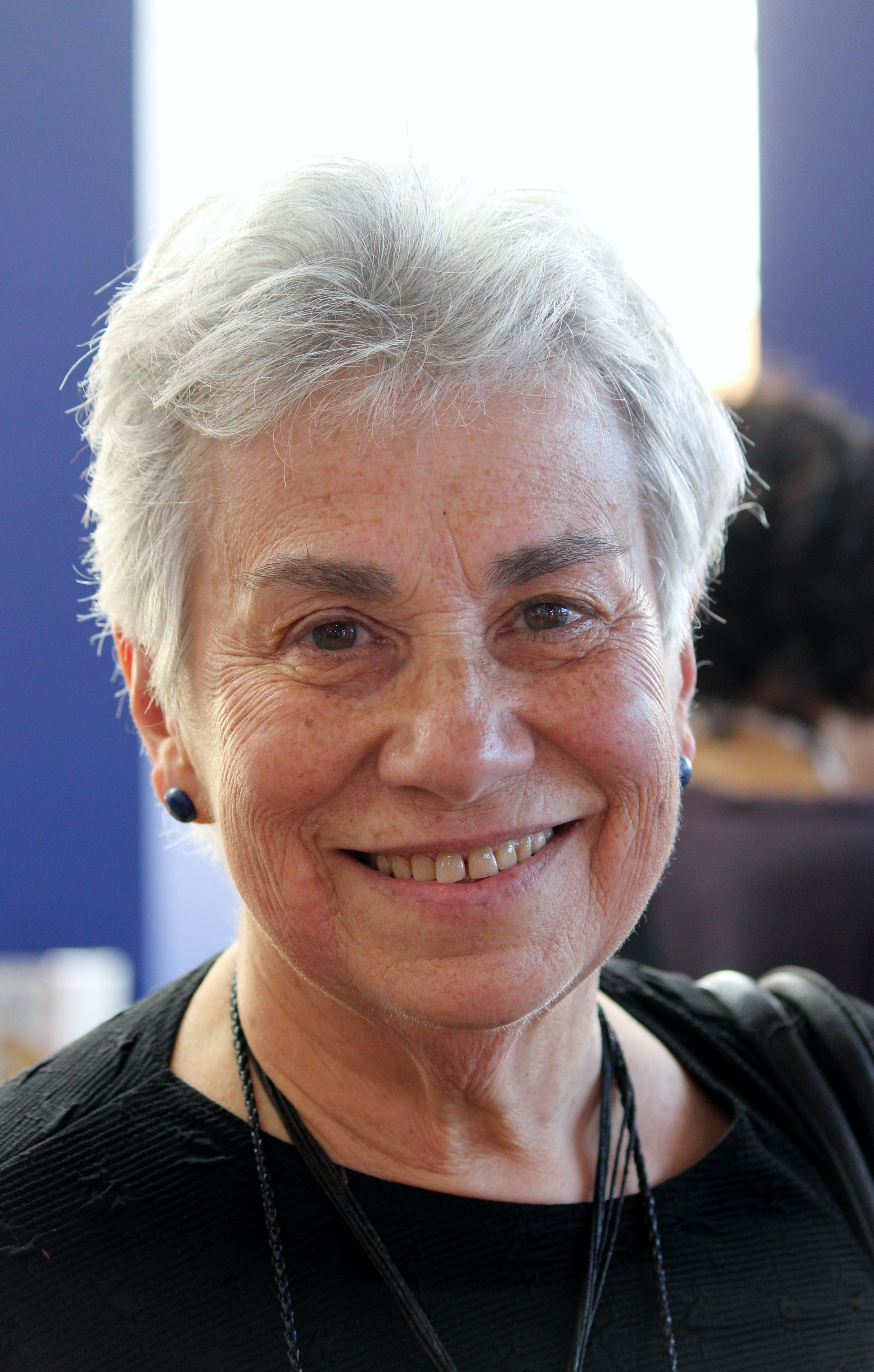
Soledad Bianchi en la FILSA 2018

Aunque a Bianchi no la detienen, sí cae Núñez y lo hace dos veces. Primero a raíz de un favor que había hecho a un amigo relacionado con el MIR, quien le pidió que escondiera en su parcela, ubicada frente al Club de Tiro de Lo Curro a un militante de ese movimiento de extrema izquierda. La segunda, con motivo de la exposición inspirada en los 5 meses de encierro que pasó y celebrada en la Galería de Arte del Instituto Chileno-Francés, en la calle Agustinas. Después de otros cuatro meses a manos de la DINA en Villa Grimaldi, los militares deciden expulsarlo. Núñez y Soledad Bianchi salen entonces exiliados a París en 1975.
Estando fuera del país, Bianchi comprende que, si bien la literatura le gustaba, lo que más le llamaba la atención era el contexto que existía en esta. Eso determinó que en Francia pasara a formar parte de la revista Araucaria, que dirigía el escritor y político comunista Volodia Teitelboim.
Soledad Bianchi regresó a Chile en 1987 con una beca de investigación, otorgada por el Social Science Research Council (en) y en 1990 se convierte nuevamente en profesora de la Universidad de Chile.
Ha recibido diversas distinciones y becas de parte de universidades, fundaciones, del gobierno y consejos, debido a los aportes que ha hecho a la literatura y a la cultura; ha realizado proyectos exitosos como, el Concurso Nacional de Creación Literaria 1998, apoyada por el Fondo de las Artes y la Cultura (FONDART).

### Relación con Roberto Bolaño
Soledad mantuvo una amistad epistolar con Roberto Bolaño, el escritor chileno radicado en España. Comenzaron a escribirse a fines de los años 1970, cuando ella era una joven crítica literaria y él, un muchacho que quería ser escritor. La primera que Soledad le escribió fue para pedirle algunos escritos de colaboración para la revista Araucaria, preferentemente poemas o escritos en prosa en torno al exilio;  más tarde le solicitó una selección de una decena de poemas que serían publicados en la antología Entre la lluvia y el arcoíris.
La amistad epistolar intermitente duró hasta la muerte de Bolaño, acaecidad en 2003. Soledad se enteró por la radio Cooperativa mientras conducía iba conduciendo, escuchando oyó la noticia: Roberto Bolaño había muerto. En una carta de 1997 que Bolaño le envió desde Blanes, poco antes de que se ganara el Premio Herralde y de que su vida cambiara para siempre, decía: “Siempre que termino de escribir algo me pregunto, le gustará a Soledad Bianchi (…) Recibe un fuerte beso, Roberto”.

## Obras

#### Libros
- 1990 - Poesía chilena (miradas, enfoques, apuntes). Santiago, Ediciones Documentas-CESOC, 243 pp.
- 1992 - Viajes de ida y vuelta: poetas chilenos en Europa (un panorama). Santiago, Ediciones Documentas-Ediciones Cordillera. 176 pp.
- 1995 - La memoria: modelo para armar. Grupos literarios de la década del 60 en Chile. Entrevistas. Santiago, Dirección de Bibliotecas, Archivos y Museos-Centro de Investigaciones Diego Barros Arana. 271 pp.
- 2012 - Lecturas críticas / Lecturas posibles, relatos y narraciones. Concepción, Ediciones Universidad del Bío-Bío. 329 pp.
- 2013 - Libro de lectura(s) -poesía-poetas-poéticas-. Santiago, Editorial USACH. 265 pp. (Colección Humanidades).
- 2014 - Pliegues, editorial Cuneta. 167 pp.
- 2018 — Lemebel, Montacerdos

#### Colaboraciones
- 1983 - Entre la lluvia y el arcoíris. Algunos jóvenes poetas chilenos. Barcelona-Róterdam, Ediciones del Instituto para el Nuevo Chile. 286 pp. Prólogo, selección y notas de Soledad Bianchi.
- 1989 - CENECA-FLACSO: Estadísticas de recursos culturales en Chile. Investigadores: Soledad Bianchi, Carlos Catalán y Paulina Gutiérrez. Santiago, CENECA-FLACSO. 32O pp. Edición limitada.